# Soundtrack Recordings from the Film Jimi Hendrix
Soundtrack Recordings from the Film Jimi Hendrix – wydany pośmiertnie soundtrack do filmu Jimi Hendrix. Oprócz ścieżki dźwiękowej zawiera również niektóre wywiady z tego filmu.

## Lista utworów
Autorem wszystkich utworów, chyba że zaznaczono inaczej jest Jimi Hendrix.
| Strona A | Strona A                                                                       | Strona A |
| Nr       | Tytuł utworu                                                                   | Długość  |
| -------- | ------------------------------------------------------------------------------ | -------- |
| 1.       | „Rock Me Baby” (King, Josea)                                                   | 3:01     |
| 2.       | „Wild Thing” (Taylor)                                                          | 5:18     |
| 3.       | „Machine Gun I”                                                                | 7:45     |
| 4.       | „Interviews I (Jimi Hendrix, Al Hendrix, Freddie Mae Gauthier i Delores Hall)” | 3:41     |
|          |                                                                                | 19:45    |

| Strona B | Strona B                                                                    | Strona B |
| Nr       | Tytuł utworu                                                                | Długość  |
| -------- | --------------------------------------------------------------------------- | -------- |
| 1.       | „Johnny B. Goode” (Berry)                                                   | 3:37     |
| 2.       | „Hey Joe” (Roberts)                                                         | 3:50     |
| 3.       | „Purple Haze”                                                               | 3:40     |
| 4.       | „Like a Rolling Stone” (Dylan)                                              | 6:11     |
| 5.       | „Interviews II (Jimi Hendrix, Little Richard, Pat Hartley i Fayne Pridgon)” | 3:21     |
|          |                                                                             | 20:39    |

| Strona C | Strona C                                 | Strona C |
| Nr       | Tytuł utworu                             | Długość  |
| -------- | ---------------------------------------- | -------- |
| 1.       | „The Star Spangled Banner” (Traditional) | 3:42     |
| 2.       | „Machine Gun II”                         | 12:35    |
| 3.       | „Hear My Train a Comin’”                 | 3:05     |
| 4.       | „Interviews III”                         | 2:36     |
|          |                                          | 21:58    |

| Strona D | Strona D                                                                         | Strona D |
| Nr       | Tytuł utworu                                                                     | Długość  |
| -------- | -------------------------------------------------------------------------------- | -------- |
| 1.       | „Red House”                                                                      | 11:18    |
| 2.       | „In from the Storm”                                                              | 4:27     |
| 3.       | „Interviews IV (Pat Hartley, Alan Douglas, Fayne Pridgon i The Ghetto Fighters)” | 5:55     |
|          |                                                                                  | 21:40    |

## Artyści nagrywający płytę
- Jimi Hendrix – gitara, śpiew
- Mitch Mitchell – perkusja – A1, A2, A3, B1, B2, B3, B4, C1, D1, D2
- Noel Redding – gitara basowa – A1, A2, B2, B4
- Billy Cox – gitara basowa – A3, B1, B3, C1, C2, D1, D2
- Buddy Miles – perkusja – C2

## Daty nagrań poszczególnych utworów
- A1, A2, B2, B4: Festiwal w Monterey (czerwiec 1967)
- A3, D1, D2: Festiwal na wyspie Wight (30 sierpnia 1970)
- B1, B3: Berkeley Community Theater, Berkeley, Kalifornia (30 maja 1970)
- C1: Festiwal w Woodstock (18 sierpnia 1969)
- C2: Fillmore East (1 stycznia 1970)
- C3: Bruce Fleming Photography Studio, Londyn (grudzień 1967)